# Megaprojecte

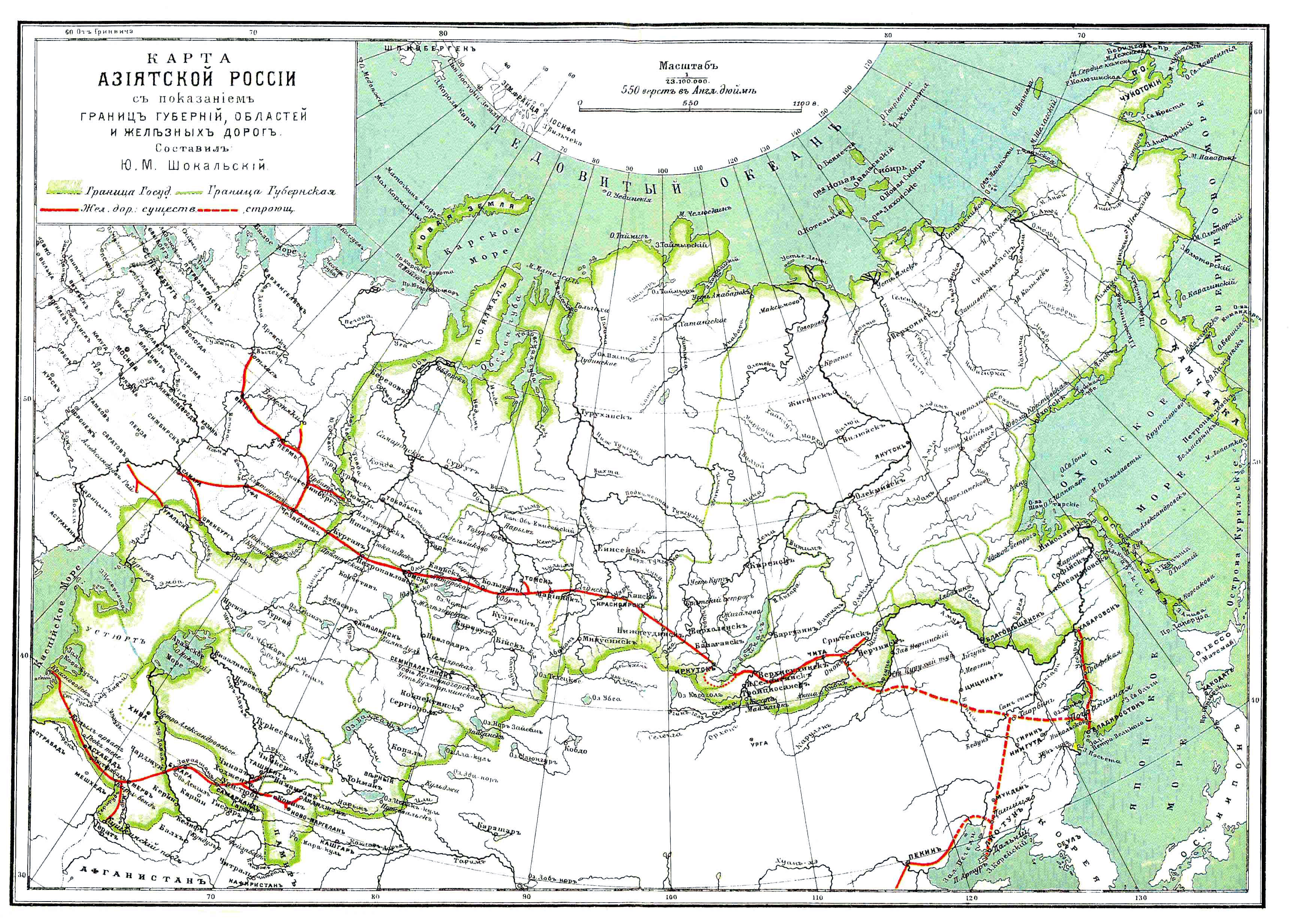
El Transsiberià i altres línies ferroviàries de la part asiàtica de l'Imperi Rus el 1900 —un important megaprojecte del segle XIX

Un megaprojecte és un projecte amb una inversió extremadament gran. Altshuler i Luberoff (2003) defineixen els megaprojectes com a "iniciatives que són físiques, molt cares, i públiques". Al seu lloc web megaprojects Arxivat 2007-12-31 a Wayback Machine., Bent Flyvbjerg defineix megaprojectes com els que generalment costen més de 1.000 millions de dolars i atrauen molta atenció pública a causa del seu impacte substancial en les comunitats, el medi ambient i els pressupostos.
Els megaprojectes inclouen ponts, túnels, autopistes, ferrocarrils, aeroports, ports, plantes energètiques, preses, projectes de tractament d'aigua, projectes d'extracció de petroli i gas natural, edificis públics, sistemes de tecnologies de la informació, projectes aeroespacials, i sistemes d'armes.